# 2-オキソグルタル酸デカルボキシラーゼ
2-オキソグルタル酸デカルボキシラーゼ(2-oxoglutarate decarboxylase、EC 4.1.1.71)は、以下の化学反応を触媒する酵素である。
2-オキソグルタル酸 {\displaystyle \rightleftharpoons } コハク酸セミアルデヒド + CO2
従って、この酵素の基質は、2-オキソグルタル酸のみ、生成物は、コハク酸セミアルデヒドと二酸化炭素の2つである。
この酵素はリアーゼ、特に炭素-炭素結合を切断するカルボキシリアーゼに分類される。系統名は、2-オキソグルタル酸 カルボキシリアーゼ (コハク酸セミアルデヒド形成)(2-oxoglutarate carboxy-lyase (succinate-semialdehyde-forming))である。他に、oxoglutarate decarboxylase、alpha-ketoglutarate decarboxylase、alpha-ketoglutaric decarboxylase、oxoglutarate decarboxylase、pre-2-oxoglutarate decarboxylase、2-oxoglutarate carboxy-lyaseとも呼ばれる。補因子としてチアミンピロリン酸を必要とする。